# Панюшкин, Юрий Михайлович
Ю́рий Миха́йлович Па́нюшкин (2 марта 1952, Куйбышев, СССР — 31 июля 2017, Тольятти, Россия) — советский и российский поэт, автор-исполнитель.

## Биография
Стихи писал со школы, которую закончил в 1969 году. Неудачно поступал в театральное училище имени Щепкина, после чего работал на самарском заводе «Прогресс» пирометристом. Поступил в культпросветучилище Куйбышева, откуда был призван в армию. Демобилизовавшись, работал формовщиком на сталелитейном заводе, поступил в политехнический институт. С другими студентами ходил в походы, занимался в самодеятельном театре при ДК им. С. М. Кирова, где после участия в дипломном спектакле института культуры «Любовь от нежного сердца» ему предложили учиться в нём.
В 1981 году окончил Куйбышевский государственный институт культуры, по распределению попал в Тольятти. Работал методистом в городском методическом кабинете, стал художественным руководителем Тольяттинского городского клуба песни «Привал» при ДК им. 50-летия Октября. В 1984 году уехал в Кадыкчан, работал шахтёром, горноспасателем, а в 1988 году вернулся в Тольятти, устроился в Тольяттинском театре кукол, где сыграл более 40 ролей, был автором стихов и музыки к спектаклям. Проработал в театре более 15 лет.
Автор семи авторских сборников. Его произведения вошли в «Антологию авторской песни. 100 бардов. 600 песен» (ЭКСМО, 2008), «Это надо сберечь. Произведения самарских композиторов для голоса и вокального ансамбля. Выпуск 2» (Самара, 2007), сборник «Поэзия XX века» — хрестоматийный материал для учащихся 11-х классов (Самара, 1996).
Лауреат Всесоюзного фестиваля политической песни памяти Виктора Хары (Тольятти, 1978). Лауреат Грушинского фестиваля (1978) за песню «Заповедная страна», в дальнейшем неоднократный почётный гость и член жюри Грушинки, а также фестивалей авторской песни в Норильске, Челябинске, Ульяновске, Казани, Ноябрьске, Нижневартовске. Выступал с гастролями во многих городах страны.
В 2004 году занялся драматургией, написав пьесу в стихах «Царь Кондрат, или Кто виноват?».
Член союза театральных деятелей Российской Федерации (1995), Союза российских писателей (1999). Мастер спорта по водному туризму.
В 1990 году всесоюзная фирма грамзаписи «Мелодия» выпустила пластинку с песнями Юрия Панюшкина «Есть такая страна — Жигули». В 1997 году вышли аудиокассета и компакт-диск «Белые снега», в 2001 — аудиокассета «Сезон последнего дождя» и диск «Мой век необъясним», в 2002 — диск и аудиокассета «Охотник за удачей», 2004 — диск «Всё было так…».
Умер 31 июля 2017 года в результате инфаркта. Был похоронен на Баныкинском кладбище в Тольятти.

## Награды
Награждён почётной грамотой городской Думы Тольятти «За значимые результаты в общественной деятельности, сфере развития культуры городского округа Тольятти и в связи с 60-летием» (2012)
В 2014 году удостоен звания лауреата национальной общественной премии «Признание» в области авторской песни с вручением золотой медали «БАРД России» за выдающиеся творческие достижения.